# ویروس آنفلوانزای A
ویروس آنفلوانزای نوع اِی (نام علمی: Influenza A virus) نام یک گونه از خانواده ارتومیکسوویریده است.
ویروس آنفلوانزا A باعث ایجاد بیماری آنفلوانزا در پرندگان و برخی از پستانداران می‌شود و تنها سرده از جنس ویروس آنفلوانزا از خانواده ویروس ارتومیکسوویریدهاست. جدایه‌های انواع ویروس آنفلوانزا A از پرندگان وحشی مشتق شده‌است، هرچند بیماری نادر است. بعضی از جدا شده‌های ویروس آنفلوانزا A باعث بیماری شدید در طیور خانگی و به ندرت در انسان می‌شوند. گاهی، ویروس‌ها از پرندگان آبزی وحشی به طیور خانگی منتقل می‌شوند و این می‌تواند باعث شیوع بیماری یا ایجاد بیماری همه‌گیر آنفلوانزای انسانی شود.
ویروس‌های آنفلوانزای A ویروس‌هایی با آران‌ای منفی، تک رشته و جدا از هم (بخش بخش) هستند. چندین زیرگروه با توجه به یک عدد H (برای نوع هموگلوتینین) و یک عدد N (برای نوع نورامینیداز) برچسب گذاری می‌شوند. ۱۸ آنتی‌ژن شناخته شدهٔ مختلف H: (H1 تا H18) و ۱۱ آنتی‌ژن N شناخته شدهٔ مختلف وجود دارد: (N1 تا N11).
در سال ۲۰۱۲ (H17N10) از خفاش‌های میوه جدا شد. H18N11 و همچنین در سال ۲۰۱۳ در خفاش پرو کشف شد.
هر زیرگروه ویروس با انواع پروفایل‌های (چهره و توانایی) مختلفی در بیماری‌زایی و به صورت انواع گوناگونی جهش یافته‌است. بعضی از آنها برای گونهٔ خاصی بیماری‌زا هستند و در برابر دیگر گونه‌ها چنین نیستند، اما برخی دیگر برای چند گونه بیماری‌زا هستند.
واکسن آنفلوانزای فیلتر شده و تصفیه شده‌ای برای استفادهٔ انسان تهیه شده‌است، و بسیاری از کشورها آن را انباشته کرده‌اند تا در صورت بروز همه‌گیری آنفلوانزای مرغی، بتوانند سریعاً آن را به همهٔ مردم خود برسانند. آنفلوانزای پرندگان به صورت محاوره ای سرماخوردگی (flu) خوانده می‌شود (که متفاوت ولی هردو بیماری تنفسی هستند). در سال ۲۰۱۱، پژوهش‌گران از کشف یک آنتی‌بادی که در برابر انواع ویروس آنفلوانزا A مؤثر است خبر دادند.